# Janne Mäkelä
Janne Pekka Mäkelä (Tampere, 23 juli 1971) is een voormalig profvoetballer uit Finland die speelde als verdediger. Hij sloot zijn carrière af in 2001 bij de Finse eredivisionist FC Haka.

## Interlandcarrière
Mäkelä heeft twintig interlands gespeeld voor het nationale team van Finland. Onder leiding van bondscoach Tommy Lindholm maakte hij zijn debuut op 25 januari 1994 tegen het nationaal elftal van Qatar, net als verdediger Jussi Nuorela (FC Haka) en aanvaller Jokke Kangaskorpi (MP Mikkeli). Hij viel in dat duel na 79 minuten in voor Janne Suokonautio.

## Erelijst
Ilves Tampere
- Finse beker

1990
 MyPa-47 Anjalankoski
- Finse beker

1992
 FC Haka
- Veikkausliiga

1999